# Circuitul Suzuka
Suzuka este un circuit de curse auto din Japonia.